# Калимер Миланский
Калимерий (итал. Calimero, византийский греческий: καλημέριος, убит в 280) — святой епископ Миланский. День памяти — 31 июля.

## Житие
Единственное, что доподлинно известно о святом Калимере, так это то, что он был епископом, чьи мощи после его смерти хранились в базилике святого Каримера в Милане. Имеется мнение, он не был современником и учеником папы Телесфора, как это часто утверждается, но жил в третьем веке, и его епископское служение приходилось на 270—280 годы.

## Предания
Согласно одному из преданий, святой Калимерий родился в знатной римской семье, поступил на военную службу и дослужился до офицерского звания, когда был обращен в христианство святыми Фаустином и Иовитой.
Согласно другому преданию, святой Калимерий родился в Греции и получил образование в Риме, где был учеником папы Телесфора. Он был рукоположен во священника святым Кастрицианом и служил в базилике Фауста (ныне церковь святых Виталия и Агриколы). После кончины святого Кастрициана святой Калимерий был избран епископом миланским.
Также согласно преданию, став епископом Милана, святой Калимерий вышел на проповедь в этом регионе и был убит во время гонений на христиан времён императоров Коммода или Адрианом, будучи брошенным в колодец головой вниз.
Мощи святого Калимерия были обретены в VIII веке епископом Милана Томмазо Грасси. Урна с мощами была найдена погруженной в воду.